# Flaga Burkiny Faso

Flaga Górnej Wolty w latach 1960–1984

Flaga Burkiny Faso ma postać dwóch poziomych pasów – czerwonego i zielonego – ze złotą, pięcioramienną gwiazdą na środku. Użyte kolory stanowią tradycyjne barwy panafrykańskie, ale według oficjalnej interpretacji, czerwień symbolizuje rewolucję socjalistyczną, zieleń bogactwa kraju, zaś gwiazda to światło wskazujące drogę rewolucji.